# Oliebol

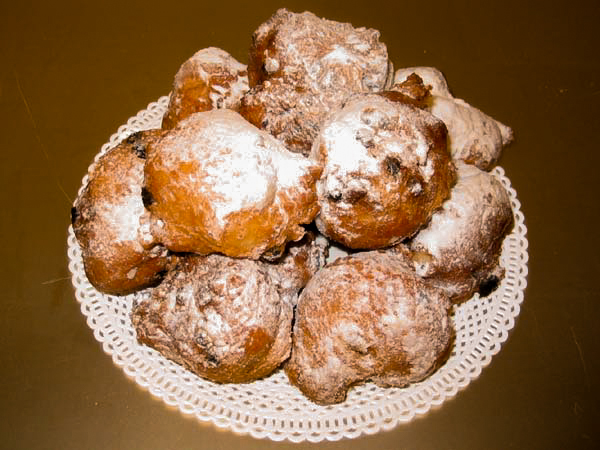
Oliebollen posypane cukrem pudrem

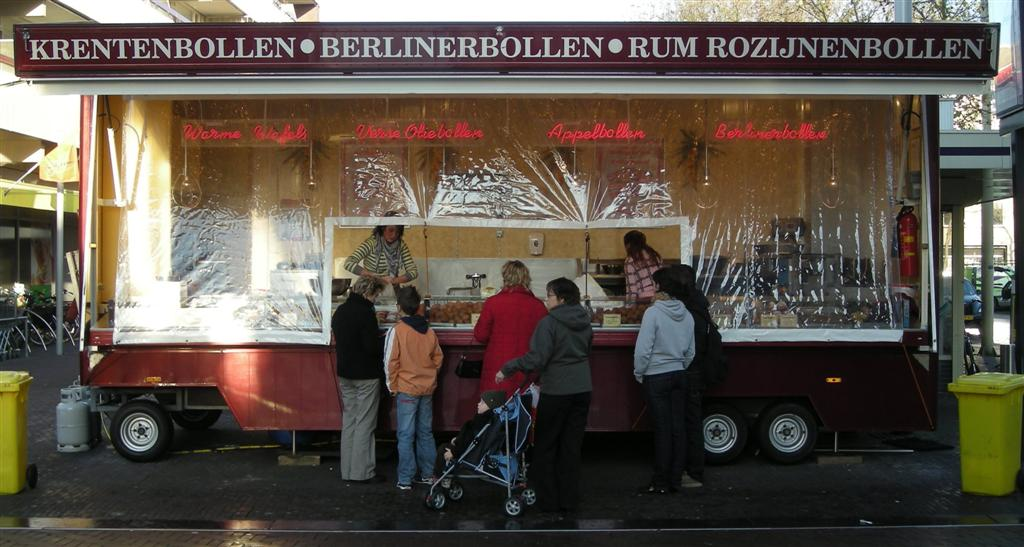
Uliczne stoisko z oliebollen

Oliebol (l. mn. oliebollen) – tradycyjna holenderska potrawa sylwestrowa w postaci jasnobrązowej, nieforemnej, słodkiej kulki z lekkiego ciasta drożdżowego, z rodzynkami i kawałkami jabłek w środku, otrzymywana w wyniku smażenia na głębokim, gorącym tłuszczu (oleju roślinnym), posypana cukrem pudrem.
Oliebollen są tradycyjnie spożywane w Holandii, podobnie jak appelbeignets, w noc sylwestrową. Przez cały rok można je natomiast kupować podczas tzw. kermis, czyli imprezy będącej połączeniem idei jarmarku i wesołego miasteczka, zaś przez dwa ostatnie miesiące w roku są dostępne na specjalnych ulicznych stoiskach.

## Receptura
Główne składniki ciasta przeznaczonego do wyrobu oliebollen to: mąka, drożdże, półtłuste mleko, żółtka jajek, cukier, margaryna i sól. Do surowego ciasta dodaje się różne rodzaje rodzynek oraz pokrojone na kawałki jabłka z gatunku złota reneta, znacznie rzadziej używa się kandyzowaną skórkę pomarańczy lub scukrzoną skórkę owoców cytronu (sukade). 
Rodzynki i drobne kawałki jabłek są dodawane do mąki w stosunku 45% różnych rodzynek i 10% jabłek.
Kulki formuje się między dwiema łyżkami i wrzuca do garnka lub frytkownicy z gorącym olejem roślinnym i smaży aż do uzyskania złotobrązowego koloru skórki.
Oliebol zawiera przeciętnie 266 kcal w 100 gramach, czyli jedna (75 g) zawiera 199,5 kcal.

## Historia i podania ludowe
Najprawdopodobniej oliebollen były spożywane przez plemiona germańskie zamieszkujące obszar dzisiejszej Holandii, podczas trwania obchodów święta Jul (Joelfeest), czyli w okresie od 26 grudnia do 6 stycznia, aby uwolnić się od ataków bogini Perchty oraz złych duchów włóczących się po nocach. Według ludowej przypowieści zjedzenie tłustych oliebollen chroniło przed przebiciem mieczem Perchty, gdyż miał on ześlizgiwać się po ciele tego, kto spożył tę potrawę. W celu udobruchania złych duchów istniał także zwyczaj składania im darów w postaci żywności smażonej na tłuszczu.

## Ilustracje składników i smażenia

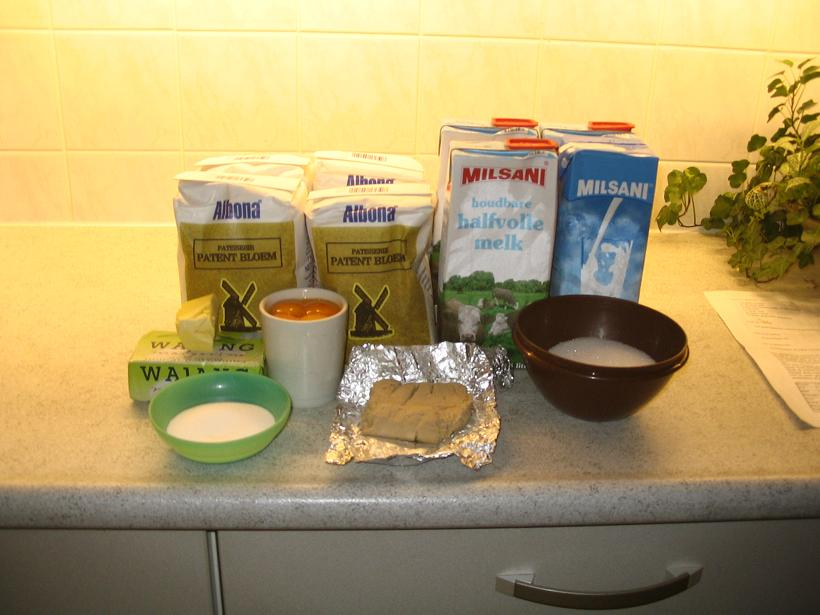
Składniki ciasta
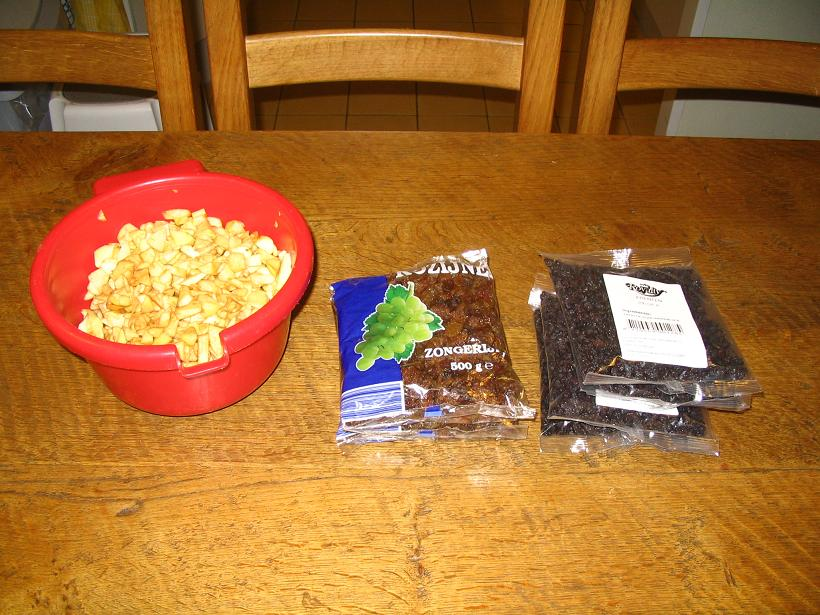
Dodatki do ciasta: rodzynki i kawałki jabłka
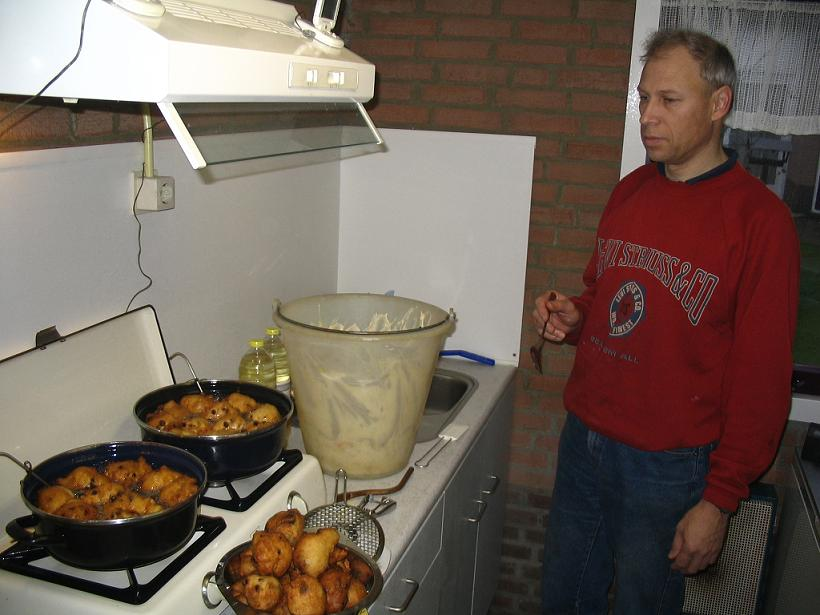
Smażenie oliebollen